# Shane McFaul
Shane McFaul (Dublino, 23 maggio 1986) è un ex calciatore irlandese, di ruolo centrocampista.

## Carriera

### Club
Ha giocato nella massima serie dei campionati irlandese, finlandese ed indiano.

### Nazionale
Ha giocato nelle nazionali giovanili irlandesi Under-19 ed Under-21.

## Palmarès

### Club

#### Competizioni nazionali
- Coppa d'Irlanda: 1

Sporting Fingal: 2009
- Campionato irlandese: 1

St Patrick's: 2013